# 曙町 (基隆市)

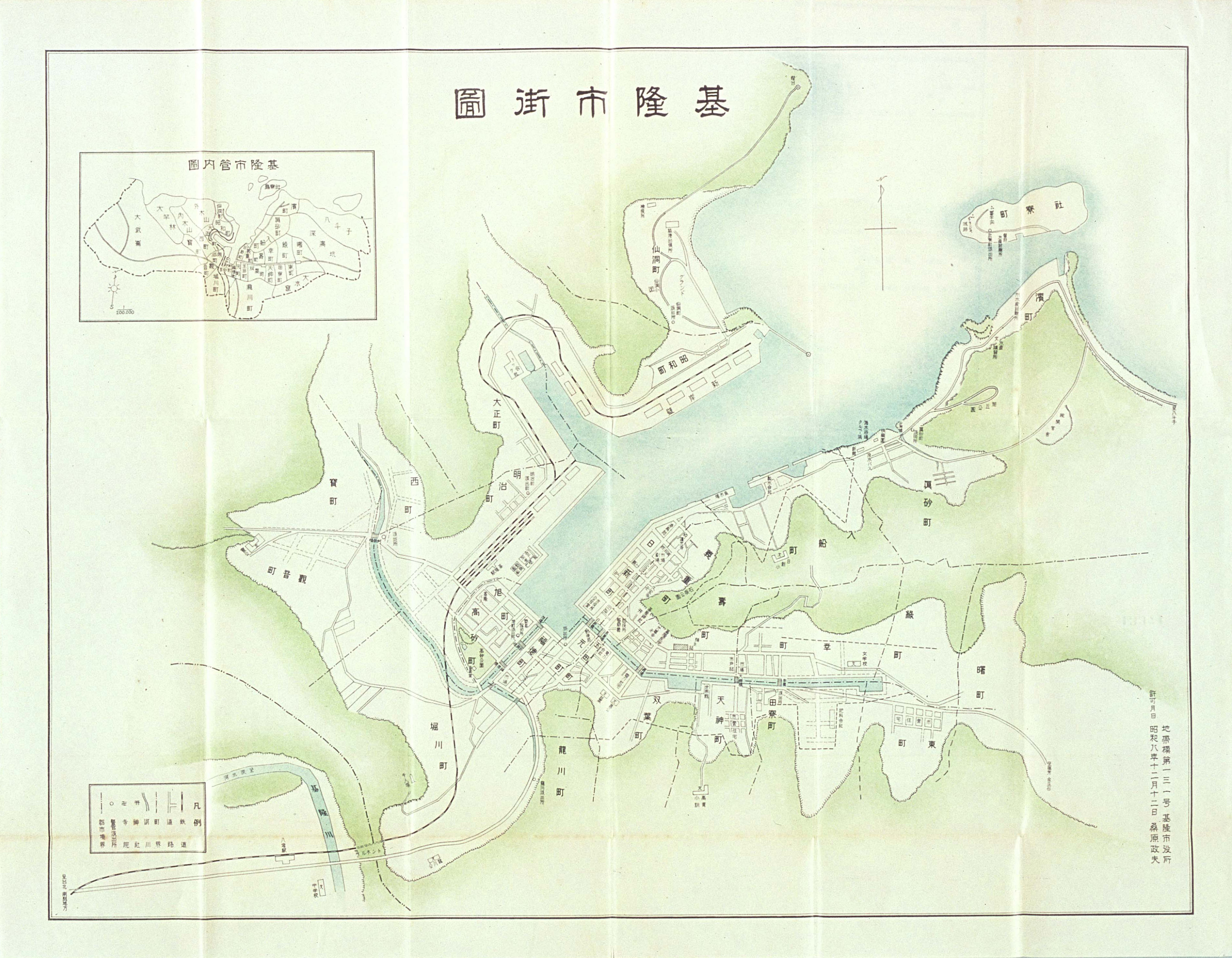
基隆市街圖

曙町為台灣日治時期臺北州基隆市的一個町，於基隆市自昭和6年（1931年）10月1日實施町名改正後設置，位於圓窗嶺以東一帶；當地原屬於基隆市大字田寮港。
曙町約為現今地籍光明段的範圍，約為信義區東安里、東明里、東光里。